# Karin (Naruto)
 (juin 2024).
Karin (香燐) est un personnage du manga Naruto. 
Elle est la seconde personne après Suigetsu à rejoindre Sasuke dans son équipe. Karin fait partie du clan Uzumaki (le même clan que Naruto). Après la destruction du village du Tourbillon, plusieurs membres du clan Uzumaki se sont séparés dans différents villages. Karin et ses parents sont partis dans le village de Kusa.

## Profil

### Apparence
Sa coupe de cheveux est sophistiquée : ses cheveux rouges sont mi-longs et ébouriffés du côté droit et lisses du côté gauche, avec deux mèches tombant sur son front. Elle porte des lunettes (dont les branches cachent des lames) et a un grain de beauté sur le côté gauche de la lèvre (lequel n'apparaît cependant pas dans l'anime). Selon Kabuto, Karin est apparentée au clan Uzumaki, ce qui explique ses capacités de régénération.

### Histoire
Karin était la gardienne du repaire Sud d'Orochimaru. Chargée de maintenir l'ordre et de surveiller les prisonniers, elle assistait également Orochimaru dans certaines de ses expériences.
Après avoir vaincu Orochimaru, Sasuke vient au repaire Sud avec Suigetsu Hôzuki dans le but de l'intégrer à son équipe « Hebi » afin de profiter de ses capacités à ressentir le chakra.
D'abord réticente à rejoindre Sasuke, à cause de son poste de gardienne, sa position changera radicalement lorsque Suigetsu partira libérer les prisonniers et qu'elle restera seule avec Sasuke. Attirée par ce dernier, elle tentera de lui faire abandonner Suigetsu pour qu'ils partent tous les deux seuls. Au retour de ce dernier, elle prétextera vouloir « aller dans la même direction » afin de les suivre.
Après avoir recruté Jûgo, elle partira à la recherche d'informations concernant Itachi dans une région assez proche. Pendant ce temps, Sasuke combat Deidara. Retrouvant Sasuke dans un sale état, le reste de l'équipe se cachera dans une auberge. Karin sentira alors les ninjas de Konoha à leur poursuite.
Originaire de Kusa, Karin a participé à l'examen chūnin et y a rencontré Sasuke qui l'a défendue contre un ours dans la « Forêt de la Mort » alors qu'elle était séparée de ses coéquipiers. Ce fait n'est cependant connu qu'au cours de la seconde partie du manga. D’après un épisode hors-série de l’anime, elle a rencontré Orochimaru peu de temps après l'examen chūnin, ce dernier l'ayant secourue face à deux hommes l’agressant pour vendre son corps au marché noir.
Après la mort d'Itachi Uchiwa, but de l'équipe « Hebi », Karin reste dans le groupe renommé « Taka » allié à Akatsuki. Leur première mission est de retrouver Hachibi. À la suite du combat contre le bijū, l'équipe sera affaiblie, malgré la capacité de Karin à soigner les gens lorsqu'on la mord. La jeune fille manqua même de se faire tuer par Amaterasu, déclenché par Sasuke. À la suite de cette mission, l'équipe décida de se lancer à l'assaut de Konoha. 
Mais, Tobi apparaît, annonçant à Sasuke que Danzô, l'une des personnes ayant conduit Itachi à la traîtrise de son clan, se dirige vers le « Conseil des cinq kage » ; l'équipe Taka décide de s'y rendre. Grâce à ses talents sensoriels, Karin détecte rapidement Danzô ; durant le combat de Sasuke contre le 4e Raikage, Karin sent émaner de Sasuke un chakra maléfique. À la suite de ce combat, elle se retrouve seule avec Sasuke, et ils réussirent à entrer dans la salle de réunion des kage, mais Sasuke ne fait pas le poids face aux kage présents dans la pièce, et Karin se retrouve aspirée dans une autre dimension avec Sasuke, par Tobi afin de soigner le jeune homme.
Lorsque Tobi les fait sortir, c'est face à Danzô. Débute alors le combat de Sasuke contre Danzô. Ce dernier utilise une technique interdite secrète lui permettant de transformer tous les coups qu'il prend en illusion. Karin parvint à découvrir le secret de Danzô concernant le fonctionnement de cette technique, confirmant les intuitions de Sasuke, qui réussira à tromper Danzô et à le blesser. Sasuke, également blessé, sera soigné par Karin, mais Danzô continue le combat et prend en otage la jeune fille, espérant ainsi maintenir Sasuke à distance.  Sasuke dira alors à Karin qu'elle est devenue un « obstacle pour lui » en se faisant prendre en otage, puis les transperce tous les deux de sa « Lance Chidori » (Chidori Eisō). Gravement blessée, elle se remémore sa rencontre avec Sasuke lors de l'examen chūnin. Sur le conseil de Tobi, Sasuke s'apprête à l'achever mais est interrompu par l'arrivée de Sakura qui prétend vouloir le rejoindre et déserter Konoha. Sasuke demande alors à Sakura de tuer Karin pour prouver sa loyauté. Sakura s'apprête à retourner son arme contre Sasuke quand ce dernier cherche à la tuer par derrière. Il est stoppé par l'arrivée de Kakashi qui engage alors un combat contre son ancien élève. Sakura emporte Karin à l'écart pour la soigner. Déçue par le comportement de Sasuke, elle dit « en avoir terminé » avec lui et se laisse emmener par Kakashi à Konoha, où elle est interrogée par Ibiki Morino.
Durant la guerre, Karin reste enfermée dans les prisons de Konoha, surveillée par la division d’Ibiki. Elle fait semblant de délirer face à un portrait de Sasuke, exprimant successivement son amour pour lui, et sa haine résultant de la trahison du jeune homme, et parvient à récupérer discrètement les armes qu’elle avait cachées dans le cadre du portrait. Parvenant à s’échapper, elle rejoint Sasuke au moment où ce dernier sort de la cache secrètes des Uchiwa avec Suigetsu, Jûgo, Orochimaru et les Hokage. Karin dit à Sasuke qu’elle ne lui pardonnera jamais, mais lorsque ce dernier présente ses excuses pour l’avoir transpercée, elle perd sa contenance et se comporte à nouveau comme avant, plus amoureuse que jamais.
Avec le reste de l'équipe Taka, elle aide les cinq Kage à se soigner lorsqu'Orochimaru amène l'équipe Taka auprès d'eux. C'est en affrontant Guruguru qu'elle dévoile sa pleine capacité en déployant les chaînes de chakra propres au clan Uzumaki. Lorsque Madara active les Arcanes lunaires infinis, elle est prise dans l’illusion avec l'ensemble des autres ninjas.
Elle est libérée de l’illusion par Naruto et Sasuke, mais disparaît avec les autres membres de son équipe et ce qui advient d’elle n’est pas mentionné.
Quelques années après la fin de la guerre, Karin est restée au service d'Orochimaru. Devenue amie avec Sakura, elle l’a aidée à mettre au monde Sarada lorsqu’elles étaient à la recherche de Sasuke, lui a offert des lunettes, et a conservé le cordon ombilical.

### Personnalité
On ne sait pas grand-chose de Karin ; elle  est amoureuse de Sasuke (elle a apparemment accepté de rejoindre l'équipe Hebi pour cette raison) ; dans l'équipe, elle ne supporte pas Suigetsu (c'est réciproque) et juge Jûgo comme étant un fou dangereux, ce qui est la source de tensions dans le groupe.
Il semble aussi, d'après un sous-entendu de Suigetsu, qu'elle ait fait « quelque chose » à Sasuke par le passé.
Karin est de caractère impulsif et très susceptible ; elle a tendance à rougir facilement lorsqu’une tierce personne fait référence à ses sentiments pour Sasuke.

### Capacités
Karin peut détecter une personne par son seul chakra à plusieurs kilomètres avec une technique nommée « Kagurashingan » (神楽心眼, litt. « le troisième œil du kagura »). Son « troisième œil » va jusqu'à différencier les humains des animaux et même à déterminer, toujours par la nature du chakra, de quel animal il s'agit très précisément. Elle peut également déterminer le nombre de sources de chakra perçues.
Elle peut également « masquer » son propre chakra aux experts en perception, mais ne peut pas utiliser ses capacités de perception simultanément.
Elle peut également soigner les gens en leur faisant sucer son chakra (d'où les marques de morsures sur son corps) comme elle l'a fait pour Sasuke lors de leur affrontement contre le jinchūriki de Hachibi, Killer Bee ou contre Danzô.
Du fait de ses capacités de perception et de guérison, Karin reste souvent en retrait lors des combats, et ses techniques offensives restent à l’heure actuelle inconnues ; elle semble toutefois savoir se battre au corps à corps puisqu’elle met un prisonnier KO peu avant sa première apparition.
Karin sait également faire preuve d'ingéniosité : alors que l'équipe de Konoha avait détecté Sasuke après son combat contre Deidara, elle utilise un vieux vêtement de Sasuke qu'elle déchire en plusieurs morceaux et les accroche à des oiseaux afin de disperser l'odeur et de brouiller les pistes.
C'est lors de la 4e Guerre Ninja que Karin utilise sa pleine puissance face à Guruguru ne sentant plus le chakra de Sasuke, elle disperse des chaînes de chakra de son corps comme celles qu'utilisait Kushina Uzumaki.

## Apparition dans les autres médias

### Anime
La version anime développe un peu les talents de gardienne de Karin. À la suite de rumeurs sur la mort d'Orochimaru, cette dernière est confrontée à des mouvements hostiles de la part des prisonniers, et réussit à maîtriser la crise en infiltrant des espions et en mettant à mort tous ceux qui colportent les rumeurs.

## Techniques
- Chaînes adamantines de chakra
Karin fait sortir une ou plusieurs chaînes de son corps qui va attraper l'ennemi et stopper son flux de chakras.
- Régénération
En mordant Karin, celui-ci se soigne de ses blessures instantanément.
- Troisième Œil de Kagura (神楽心眼, Kagurashingan?)
Permet à l'utilisateur de percevoir toutes les sources de chakra dans un rayon de 10 kilomètres.
- Technique de Perception (感知の術, Kanchi no Jutsu?)
Technique généraliste permettant de détecter et ressentir le chakra.